# Christine Regitz

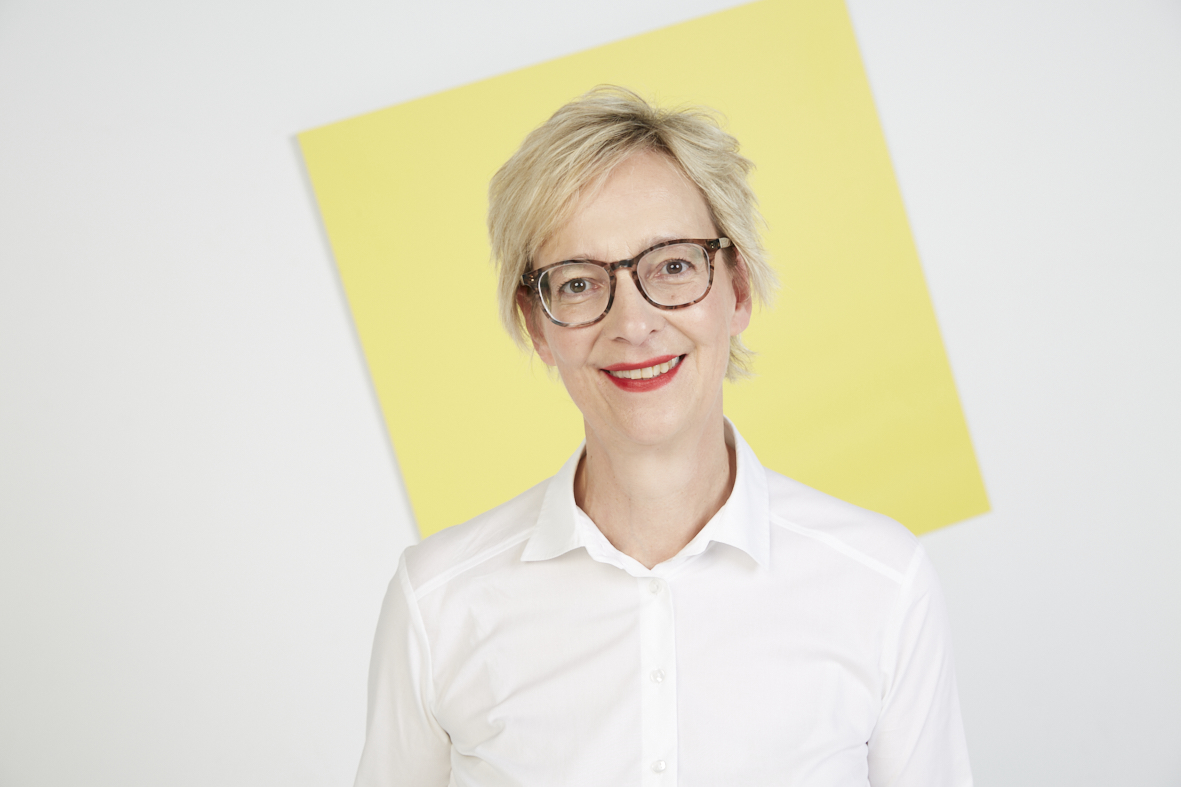
Christine Regitz (2023)

Christine Regitz (geboren 1966 in Dudweiler) ist eine deutsche IT-Spezialistin, Softwareentwicklerin, Aufsichtsrätin und erste Präsidentin der Gesellschaft für Informatik. Als Head of SAP Women In Tech verantwortet sie innerhalb der SAP seit Januar 2020 die stärkere Vernetzung und Sichtbarkeit weiblicher Experten aller Bereiche des Unternehmens und deren fachlicher Expertise.

## Berufsweg
Christine Regitz wuchs im saarländischen Sulzbach als Tochter einer Erzieherin und eines Grundschullehrers auf. Schon früh interessierte sie sich für Mathematik und Naturwissenschaften. Nach dem Abitur 1985 studierte Christine Regitz Betriebswirtschaftslehre und Physik an der Universität des Saarlandes in Saarbrücken und an der Università degli studi di Bari Aldo Moro (Italien).
Nach dem Studienabschluss arbeitete sie von 1993 bis 1994 als Beraterin bei der IDS Scheer Consulting GmbH. 1994 begann sie bei SAP SE zu arbeiten und ist seitdem in wechselnden Funktionen und Bereichen in der Softwareentwicklung und im Management tätig. Regitz ist Mitgründerin des SAP Business Women’s Network, wurde in das SAP Sustainability Advisory Panel der SAP berufen. 
Ab 2015 war Christine Regitz gewählte Vertreterin für die Arbeitnehmerseite im Aufsichtsrat der SAP SE. Dafür hatte sie eine Ausbildung absolviert, ebenso als Businesscoach und Mediatorin. 2019 wurde sie für weitere fünf Jahre von der Belegschaft für die Arbeitnehmerseite in den Aufsichtsrat von SAP gewählt. Seitdem war sie als Aufsichtsrätin Mitglied im Präsidial- und Personalausschuss, im Finanz- und Investitionsausschuss sowie stellvertretende Vorsitzende des Technologie- und Strategieausschusses. 2024 beendete sie die Tätigkeit im SAP-Aufsichtsrat.
Christine Regitz gehört zu den Initiatorinnen von SheTransformsIT, einer Initiative von Wirtschaft und Politik, um mehr Frauen am digitalen Wandel zu beteiligen. Zudem ist sie Mitglied in der Aufsichtsrat-Kommission des Verbandes angestellter Akademiker und leitender Angestellter der chemischen Industrie VAA.
Im Oktober 2020 wurde Regitz in den Beirat von HV Capital berufen. Seit April 2022 gehört sie dem Aufsichtsrat an.
Sie ist eine Befürworterin von einem Pflichtfach Informatik an Schulen, allerdings als informatische Bildung in ihrer Komplexität und als Anwendungskompetenz und nicht als Reduzierung aufs Programmieren oder Coden. Regitz betrachtet informatische Bildung als Kulturkompetenz.

## Ehrenamt und Engagement
Ehrenamtlich engagiert sich Regitz in der Gesellschaft für Informatik (GI), deren Mitglied sie seit 2007 ist. Von 2010 bis 2016 war sie Sprecherin der Fachgruppe Frauen und Informatik sowie Mitglied des Präsidiums. 2016 wurde sie für vier Jahre zur Vizepräsidentin der Gesellschaft für Informatik gewählt. Sie war Sprecherin des Wirtschaftsbeirates der GI. Die Fachgruppe Frauen und Informatik der GI vertrat sie sechs Jahre lang als Delegierte beim Deutschen Frauenrat. 
Seit 2022 ist sie die erste Präsidentin in der mehr als 50-jährigen Geschichte der Gesellschaft für Informatik und wurde 2024 für eine zweite Amtszeit wiedergewählt.
Regitz war Co-Sprecherin im Fachausschuss Frauen in der ITK der BITKOM. Sie ist berufen im Kuratorium der Steinbeis-Stiftung, einem Verbund, der im Wissens- und Technologietransfer aktiv ist, und Mitglied des High-Level Advisory Committee des European Centre for Women and Technology (ECWT). Außerdem war Regitz im Jahr 2015 Mit-Gründerin des Ada-Lovelace-Festivals, das Frauen aus der Informatik- und Technologiebranche zusammenbrachte. Zudem unterstützt sie diverse Initiativen zur Vernetzung und Sichtbarmachung von Frauen in der IT.
Im Jahr 2018 gehörte sie der Jury des Cebit Innovation Awards an. Ab 2018 ist sie Mitglied im Kuratorium der Klaus-Tschira-Medaille der Gesellschaft für Informatik und der Klaus-Tschira-Stiftung. Seit 2019 ist sie innerhalb des Projektes #KI50: Künstliche Intelligenz in Deutschland – gestern, heute, morgen Vorsitzende einer interdisziplinären Jury aus KI-Fachleuten zu den Zukunftsfragen für die Erforschung und Entwicklung Künstlicher Intelligenz.
2020 wurde sie beim Leibniz-Zentrum für Informatik Schloss Dagstuhl in den Industriebeirat berufen. Seit 2022 gehört sie dem Aufsichtsrat an.
2020 wurde sie in den Rat für Informationsinfrastrukturen der Gemeinsamen Wissenschaftskonferenz (GWK) berufen und in den Beirat des KI Campus berufen.
Regitz ist Mitglied im Kuratorium des Deutschen Museums in München.

## Auszeichnung
2018 wurde Regitz von Femtec.Alumnae, einem Netzwerk von Frauen aus MINT-Berufen, mit dem erstmals verliehenen Felicitas-Preis in der Kategorie „MINT Role Model“ ausgezeichnet. Damit wurde ihr Engagement für Frauen in Mathematik, Informatik, Naturwissenschaft und Technik (MINT) gewürdigt.
2021 wurde sie von der Hypovereinsbank als eine der „40over40“ gekürt – außergewöhnliche Frauen aus Wirtschaft, Politik, Wissenschaft sowie Gesellschaft und Kultur, die durch ihr Engagement in ihren jeweiligen Spezialgebieten Veränderungen bewirken und Zukunft gestalten.
Das Handelsblatt wählte sie 2021 auf die Liste der 100 Frauen, die Deutschland bewegen.
2023 wurde Christine Regitz zur Saarlandbotschafterin ernannt.

## Veröffentlichungen
- Christine Regitz, Simone Rehm: Mythos Informatik – Was hält Frauen von einem Informatikberuf fern? In: Gesellschaft für Informatik (Hrsg.): Magazin der Fachgruppe Frauen und Informatik. Nr. 37. Berlin, 2013
- Die Vorstandsperspektive. In: Informatik-Spektrum, Vol. 37, 6/2014 Springer-Verlag Berlin-Heidelberg 2014
- Christiane Kuntz-Mayr, Christine Regitz: Diversity von unten. Das Business Women’s Network der SAP. In: Karrierechancen von Frauen erfolgreich gestalten. Analysen, Strategien und Good Practices aus modernen Unternehmen. Springer Gabler, Wiesbaden, 2014, ISBN 978-3-658-00793-5
- Coden ist cool. Auch Mädchen können Mathe. In: Steinbeis-Stiftung (Hrsg.): Transfer Ausgabe 1/2018, Stuttgart
- Damit die Tech-Welt weiblicher wird, müssen drei Bedingungen erfüllt sein. Gastkommentar in Handelsblatt vom 5. Dezember 2022.
- In der Software liegt die Zukunft der deutschen Wirtschaft. Gastbeitrag in der Frankfurter Allgemeinen Zeitung vom 18. Dezember 2022.[23]
- „Das können Männer von mir lernen.“ in BILD vom 8. März 2024.[24]